# Filmografia di Topolino

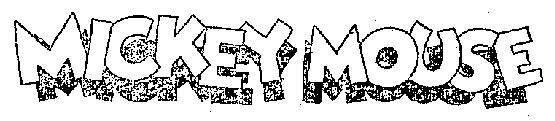
Logo usato negli anni del bianco e nero

Il seguente elenco contiene tutti i film e i cortometraggi animati Disney usciti dal 1928 al 2021 contenenti il personaggio di Topolino. Nonché una serie di cortometraggi o anche una serie cinematografica.

## Mickey Mouse(serie cinematografica)
La prima lista di cortometraggi elencati comprende quelli appartenenti alla serie cinematografica Mickey Mouse.
All'interno della serie fu incluso anche il cortometraggio Paperino e Pluto (Donald and Pluto) del 1936 (facente parte della filmografia di Paperino e quindi non elencato), nel quale Topolino non appare. Questo è dovuto al fatto che non erano ancora state create le serie cinematografiche Donald Duck e Pluto.

### Anni '20
- L'aereo impazzito (Plane Crazy), regia di Walt Disney e Ub Iwerks (1928)
- Topolino gaucho (The Gallopin' Gaucho), regia di Ub Iwerks (1928)
- Steamboat Willie, regia di Walt Disney e Ub Iwerks (1928)
- I due cavalieri di Minni (The Barn Dance), regia di Walt Disney (1929)
- The Opry House, regia di Walt Disney, Ub Iwerks (1929)
- Via il gatto, Topolino balla (When the Cat's Away), regia di Walt Disney (1929)
- Topolino contro i gatti (The Barnyard Battle), regia di Burt Gillett (1929)
- The Karnival Kid, regia di Walt Disney e Ub Iwerks (1929)
- Il treno di Topolino (Mickey's Choo-Choo), regia di Walt Disney (1929)
- Le follie di Topolino (Mickey's Follies), regia di Ub Iwerks e Wilfred Jackson (1929)
- L'aratro di Topolino (The Plow Boy), regia di Walt Disney (1929) - debutto ufficiale di Orazio
- Topolino pianista (The Jazz Fool), regia di Walt Disney (1929)
- Topolino tra le foche (Wild Waves), regia di Walt Disney (1929)
- Topolino nella jungla (Jungle Rhythm), regia di Walt Disney (1929)
- Topolino e gli spettri (Haunted House), regia di Walt Disney (1929)

### Anni '30
- Topolino direttore d'orchestra (The Barnyard Concert), regia di Walt Disney (1930)
- Topolino violinista (Just Mickey), regia di Walt Disney (1930)
- Topolino vince il bandito (The Cactus Kid), regia di Walt Disney (1930)
- Topolino pompiere (The Fire Fighters), regia di Burt Gillett (1930)
- Topolino ballerino (The Shindig), regia di Walt Disney (1930) - debutto ufficiale di Clarabella
- Fuga di Topolino (The Chain Gang), regia di Burt Gillett (1930) - prima apparizione di Pluto
- Topolino e il gorilla (The Gorilla Mystery), regia di Burt Gillett(1930)
- Il picnic di Topolino (The Picnic), regia di Burt Gillett (1930)
- Topolino e i pellerossi (Pioneer Days), regia di Burt Gillett (1930)
- Il compleanno di Topolino (The Birthday Party), regia di Burt Gillett (1931)
- Topolino autista (Traffic Troubles), regia di Burt Gillett (1931)
- The Castaway, regia di Wilfred Jackson (1931)
- Topolino a caccia (The Moose Hunt), regia di Burt Gillett (1931)
- Il sabato inglese di Topolino (The Delivery Boy), regia di Walt Disney (1931)
- Topolino in visita (Mickey Steps Out), regia di Burt Gillett (1931)
- Rhythm e blues (Blue Rhythm), regia di Burt Gillett (1931)
- Topolino pescatore di frodo (Fishin' Around), regia di Burt Gillett (1931)
- Topolino impresario di radiofonia (The Barnyard Broadcast), regia di Burt Gillett (1931)
- Topolino salta il pranzo (The Beach Party), regia di Burt Gillett (1931)
- Topolino giardiniere (Mickey Cuts Up), regia di Burt Gillett (1931)
- Gli orfani di Topolino (Mickey's Orphans), regia di Burt Gillett (1931)
- Topolino e la caccia all'anatra (The Duck Hunt), regia di Burt Gillett (1932)
- The Grocery Boy, regia di Wilfred Jackson (1932)
- Topolino attento al cane (The Mad Dog), regia di Burt Gillett (1932)
- Topolino campione olimpionico (Barnyard Olympics), regia di Walt Disney (1932)
- La rivista di Topolino (Mickey's Revue), regia di Wilfred Jackson (1932) - prima apparizione di Pippo
- Musical Farmer, regia di Wilfred Jackson (1932)
- Topolino in Arabia (Mickey in Arabia), regia di Wilfred Jackson (1932)
- L'incubo di Topolino (Mickey's Nightmare), regia di Burt Gillett (1932)
- Trader Mickey, regia di David Hand (1932)
- Una festa scatenata (The Whoopee Party), regia di Wilfred Jackson (1932)
- Topolino campione di football (Touchdown Mickey), regia di Wilfred Jackson (1932)
- Canarino impertinente (The Wayward Canary), regia di Burt Gillett (1932)
- Il ragazzo del Klondike (The Klondike Kid), regia di Wilfred Jackson (1932)
- Buon Natale Topolino (Mickey's Good Deed), regia di Burt Gillett (1932)
- Topolino costruttore (Building a Building), regia di David Hand (1933)
- Topolino e lo scienziato pazzo (The Mad Doctor), regia di David Hand (1933)
- Pluto, l'amico di Topolino (Mickey's Pal Pluto), regia di Burt Gillett (1933)
- La capanna di zio Tom (Mickey's Mellerdrammer), regia di Wilfred Jackson (1933)
- Laggiù nel Medioevo (Ye Olden Days), regia di Burt Gillett (1933)
- Briganti del cielo (The Mail Pilot), regia di David Hand (1933)
- Topolino e il pugile meccanico (Mickey's Mechanical Man), regia di Wilfred Jackson (1933)
- Serata di gala a Hollywood (Mickey's Gala Premier), regia di Burt Gillett (1933)
- Il primo amore (Puppy Love), regia di Wilfred Jackson (1933)
- Concorso ippico (The Steeple Chase), regia di Burt Gillett (1933)
- Kong-King (The Pet Store), regia di Wilfred Jackson (1933)
- Topolino nel paese dei giganti (Giantland), regia di Burt Gillett (1933)
- Topolino e i pirati (Shanghaied), regia di Burt Gillett (1934)
- Topolino in vacanza (Camping Out), regia di David Hand(1934)
- Pluto si diverte (Playful Pluto), regia di Burt Gillett (1934)
- Topolino nel paese dei nani (Gulliver Mickey), regia di Burt Gillett (1934)
- La grande festa (Hollywood Party), regia di Roy Rowland, George Stevens, Sam Wood, Charles Reisner, Richard Boleslawski, Russel Mack, Edmund Goulding, Allan Dwan (1934) - cameo
- Mickey's Steam Roller, regia di David Hand (1934)
- Una serata di beneficenza (Orphan's Benefit), regia di Burt Gillett (1934)
- Topolino papà (Mickey Plays Papa), regia di Burt Gillett (1934)
- Topolino e il ladro di cuccioli (The Dognapper), regia di David Hand (1934)
- Topolino nel Far West (Two-Gun Mickey), regia di Ben Sharpsteen (1934)
- Topolino Robinson (Mickey's Man Friday), regia di David Hand (1935)
- Fanfara (The Band Concert), regia di Wilfred Jackson (1935) - il primo cartone di Topolino a colori
- Topolino meccanico (Mickey's Service Station), regia di Ben Sharpsteen (1935)
- Topolino e il canguro (Mickey's Kangaroo), regia di David Hand (1935)
- Topolino giardiniere (Mickey's Garden), regia di Wilfred Jackson (1935)
- La brigata del fuoco  (Mickey's Fire Brigade), regia di Ben Sharpsteen (1935)
- Il sogno di Pluto (Pluto's Judgement Day), regia di David Hand (1935)
- Pattinaggio (On Ice), regia di Ben Sharpsteen (1935)
- Partita di polo (Mickey's Polo Team), regia di David Hand (1936)
- Scampagnata (Orphan's Picnic), regia di Ben Sharpsteen (1936)
- Topolino professore d'orchestra (Mickey's Grand Opera), regia di Wilfred Jackson (1936)
- Lo specchio magico (Thru the Mirror), regia di David Hand (1936)
- Il rivale di Topolino (Mickey's Rival), regia di Wilfred Jackson (1936)
- Giorno di trasloco (Moving Day), regia di Ben Sharpsteen (1936)
- Topolino alpinista (Alpine Climbers), regia di David Hand (1936)
- Il circo di Topolino (Mickey's Circus), regia di Ben Sharpsteen (1936)
- L'elefante di Topolino (Mickey's Elephant), regia di David Hand e Hamilton Luske (1936)
- La vendetta del verme (The Worm Turns), regia di Ben Sharpsteen (1937)
- Topolino il mago (Magician Mickey), regia di David Hand (1937)
- Topolino cacciatore (Moose Hunters), regia di Ben Sharpsteen (1937)
- I tifosi di Topolino (Mickey's Amateurs), regia di Pinto Colvig, Erdman Penner, Walt Pfeiffer (1937)
- Melodie hawayane (Hawaiian Holiday), regia di Ben Sharpsteen (1937)
- L'orologio del campanile (Clock Cleaners), regia di Ben Sharpsteen (1937)
- Topolino e i fantasmi (Lonesome Ghosts), regia di Burt Gillett (1937)
- Costruttori di barche (Boat Builders), regia di Ben Sharpsteen (1938)
- La roulotte di Topolino (Mickey's Trailer), regia di Ben Sharpsteen (1938)
- Topolino, Pippo e Paperino cacciatori di balene (The Whalers), regia di David Hand, Dick Huemer (1938)
- Il pappagallo di Topolino (Mickey's Parrot), regia di Bill Roberts (1938)
- L'eroico ammazzasette (Brave Little Tailor), regia di Bill Roberts (1938)
- Pluto eroe nazionale (Society Dog Show), regia di Bill Roberts (1939)
- Festa a sorpresa per Topolino (Mickey's Surprise Party), regia di Hamilton Luske (1939) . cortometraggio pubblicitario per la National Biscuit Company; il primo corto con gli occhi di Topolino ben definiti
- Pluto e le papere (The Pointer), regia di Clyde Geronimi(1939)

### Anni '40
- Topolino e Paperino marinai (Tugboat Mickey), regia di Clyde Geronimi (1940)
- La casa dei sogni di Pluto (Pluto's Dream House), regia di Clyde Geronimi (1940)
- Pluto viaggiatore clandestino (Mr. Mouse Takes a Trip), regia di Clyde Geronimi (1940)
- Il piccolo tifone (The Little Whirlwind), regia di Riley Thomson (1941)
- I favolosi anni di fine secolo (The Nifty Nineties), regia di Riley Thomson (1941)
- Un maggiordomo quasi perfetto (A Gentleman's Gentleman), regia di Clyde Geronimi (1941)
- Una talpa dispettosa (Canine Caddy), regia di Clyde Geronimi (1941)
- Porgimi la zampa (Lend a Paw), regia di Clyde Geronimi (1941)
- I divi del varietà (Orphans' Benefit), regia di (1941) Riley Thomson - Remake
- La festa di compleanno di Topolino (Mickey's Birthday Party), regia di Riley Thomson (1942)
- L'ora della sinfonia (Symphony Hour), regia di Riley Thomson (1942)
- Pluto e l'armadillo (Pluto and the Armadillo), regia di Clyde Geronimi (1942)
- I cacciatori cacciati (Squatter's Rights), regia di Jack Hannah (1946)
- Topolino fa tardi (Mickey's Delayed Date), regia di Charles A. Nichols (1947)
- Topolino cacciatore (Mickey Down Under), regia di Charles A. Nichols (1948)
- Topolino e le foche (Mickey and the Seal), regia di Charles A. Nichols (1948)

### Anni '50, '80, '90, 2010
- L'orsetto lavatore (R'coon Dawg), regia di Charles A. Nichols (1951)
- Facciamo la festa a Pluto (Pluto's Party), regia di Milt Schaffer (1952)
- Topolino e i folletti di Natale (Pluto's Christmas Tree), regia di Jack Hannah (1952)
- Topolino e il pirata delle scogliere (The Simple Things), regia di Charles A. Nichols (1953)
- Canto di Natale di Topolino (Mickey's Christmas Carol), regia di Burny Mattinson (1983)
- Il principe e il povero (The Prince and the Pauper), regia di George Scribner (1990)
- Topolino e il cervello in fuga (Runaway Brain), regia di Chris Bailey (1995)
- Tutti in scena! (Get a Horse!), regia di Lauren MacMullan (2013)

## Altre apparizioni

### Varie
- Parata dei nominati agli Oscar (Parade of the Award Nominees), regia di Joe Grant (1932)
- Caccia alla volpe (The Fox Hunt), regia di Ben Sharpsteen (1938) - serie Donald and Goofy - cameo
- The Standard Parade (1939) conclusione di un film pubblicitario per la ditta Standard Oil
- Fantasia, nella sequenza L'Apprendista stregone (The Sorcerer's Apprentice), regia di James Algar (1940) - Classici Disney
- All Together (1942) - realizzato come propaganda bellica
- Bongo e i tre avventurieri (Fun & Fancy Free) nell'episodio Topolino e il fagiolo magico (Mickey and the Beanstalk), regia di Jack Kinney, Bill Roberts, Hamilton Luske e William Morgan (1947) - realizzato come propaganda bellica, Classici Disney
- Missione salsiccia (Pluto's Purchase), regia di Charles A. Nichols (1948) - serie Pluto
- La trappola dei cactus (Pueblo Pluto), regia di Charles A. Nichols (1949) - serie Pluto
- L'asso del velocipede (Crazy Over Daisy), regia di Jack Hannah (1950) - serie Donald Duck - cameo
- Plutopia, regia di Charles A. Nichols (1951) - serie Pluto
- Chi ha incastrato Roger Rabbit (Who Framed Roger Rabbit), regia di Robert Zemeckis (1988) - cameo, lungometraggio
- Fantasia 2000 nella sequenza restaurata di L'apprendista stregone (The Sorcerer's Apprentice), regia di James Algar (1999) - Classici Disney

### Televisione
- Il club di Topolino (Mickey Mouse Club) (1955-1996)
- Mickey Mouse Works, regia di Tony Craig e Bobs Gannaway (1999-2000)
- House of Mouse - Il Topoclub (Disney's House of Mouse), regia di Tony Craig e Bobs Gannaway (2001-2003)
- La casa di Topolino (Mickey Mouse Clubhouse) (2006-2017)
- Topolino che risate! (Have a Laugh!) (2009-2012)
- Topolino (Mickey Mouse), regia di Paul Rudish (2013-2019)
- Topolino - Strepitose avventure (Mickey Mouse Mixed-Up Adventures), regia di Phil Weinstein, Broni Likomanov (2017-2021)
- Il meraviglioso mondo di Topolino (The Wonderful World of Mickey Mouse) (2020-2022)
- Topolino - La casa del divertimento (Mickey Mouse Funhouse) (2021)

### Direct-to-video
- Topolino e la magia del Natale (Mickey's Once Upon a Christmas), regia di Bradley Raymond,  Jun Falkenstein, Bill Speers e Toby Shelton  (1999)
- Il bianco Natale di Topolino - È festa in casa Disney (Mickey's Magical Christmas: Snowed in at the House of Mouse), regia di Tony Craig e Bobs Gannaway (2001)
- Topolino & i cattivi Disney (Mickey's House of Villains), regia di Jamie Mitchell (2002)
- Topolino, Paperino, Pippo: I tre moschettieri (Mickey, Donald, Goofy: The Three Musketeers), regia di Donovan Cook (2004)
- Topolino strepitoso Natale! (Mickey's Twice Upon a Christmas), regia di Matthew O'Callaghan (2004)

## Pubblicazioni
In Italia la maggior parte dei titoli sono stati raccolti sui DVD della collezione Walt Disney Treasures: 
- Topolino star a colori (del 2004)
- Topolino star a colori - Vol. 2 - Dal 1939 ad oggi (del 2004)
- Topolino in bianco e nero - La collezione classica (del 2009)
- Semplicemente Paperino - Vol. 1, 1934-1941 (del 2004)
- Semplicemente Paperino - Vol. 2, 1942-1946 (del 2013)
- Semplicemente Paperino - Vol. 3, 1947-1950 (del 2013)
- Pluto, la collezione completa - Vol. 1, 1930-1947 (del 2009)

Quelli rimasti inediti in Italia sono quelli pubblicati sul DVD Topolino in bianco e nero - Vol. 2 pubblicato negli Stati Uniti nel 2004. La versione del DVD Topolino in bianco e nero - Vol. 2 uscita in Spagna contiene i sottotitoli in lingua italiana mentre in Italia non viene pubblicata. 